# Força Aérea Uruguaia

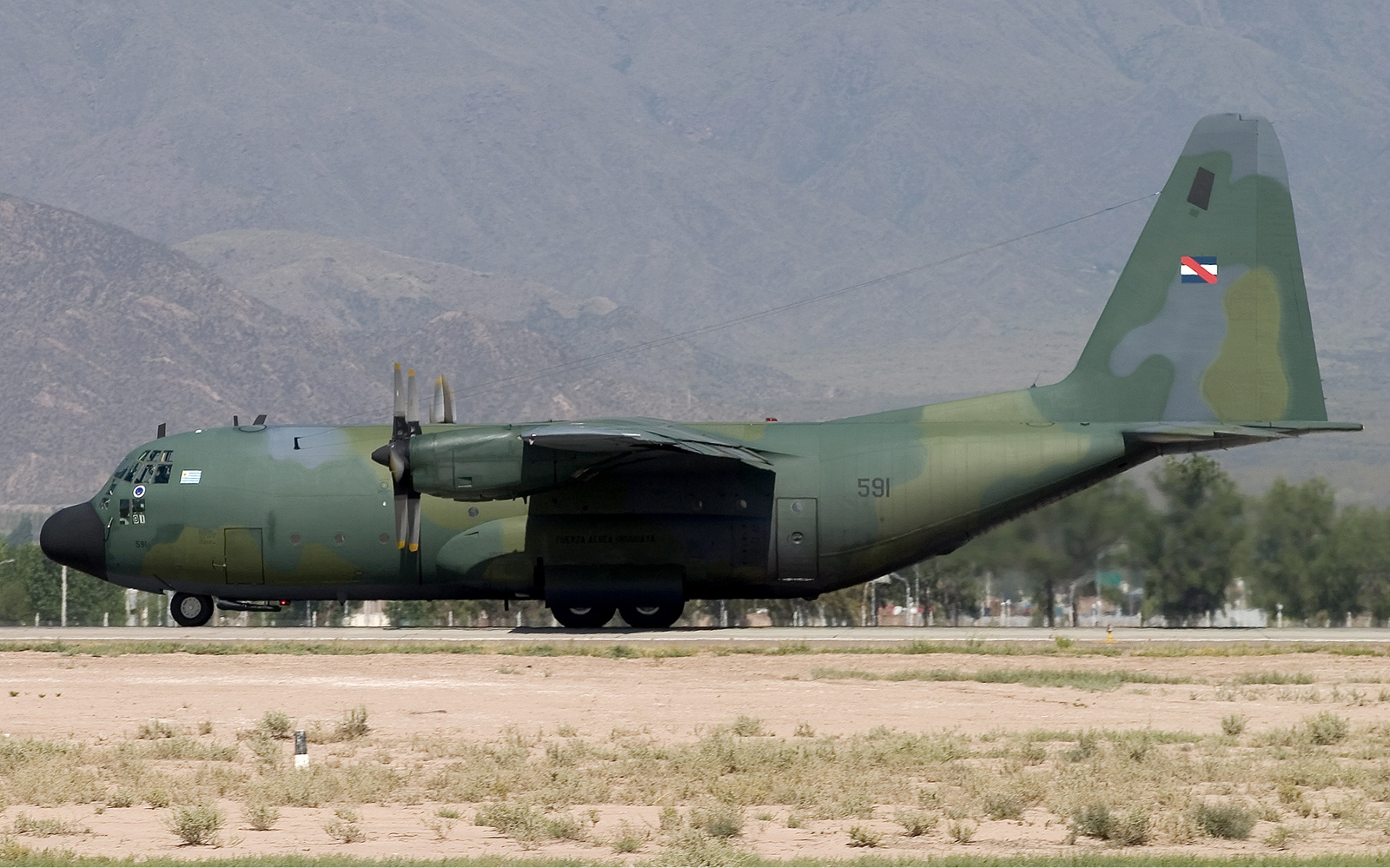
Um C-130 uruguaio

Entrega de aviões Bandeirantes à Força Aérea do Uruguai em São José dos Campos

A Força Aérea Uruguaia (FAU) é o ramo aéreo das Forças Armadas do Uruguai. Está subordinada ao Ministério da Defesa do Uruguai. O seu atual comandante é o General-do-Ar Luis Heber de León. Originalmente criada como parte do Exército Nacional do Uruguai, a Força Aérea foi estabelecida como um ramo separado em 4 de dezembro de 1953.  É o ramo mais jovem e também o menor das Forças Armadas do Uruguai. Em 1977 foi determinado que a missão da Força Aérea é realizar operações aeroespaciais estratégicas e táticas em nome da defesa nacional, exercendo a soberania do espaço aéreo uruguaio e defendendo a independência, integridade, constituição e leis do país, realizar busca e salvamento missões e planejar, propor, executar e supervisionar as medidas necessárias para o desenvolvimento do potencial aeroespacial, além de fornecer todo o apoio logístico necessário e possível durante os desastres naturais que o país possa sofrer.  Desde 1985 isso sempre foi feito sob o comando do Presidente do Uruguai, e de acordo com o Ministro da Defesa Nacional.

## História
A aviação militar no Uruguai nasceu em 17 de março de 1913, quando foi formada a Escola de Aviação Militar (Escuela Militar de Aviación). Assim como em outros países latino-americanos, a instrução de voo era inicialmente realizada por um piloto instrutor europeu. No Uruguai, isso foi feito pelo instrutor francês Marcel Paillette, que treinou dez oficiais do Exército Nacional que haviam sido escolhidos para serem os primeiros pilotos militares uruguaios. Entre eles estavam o capitão Juan Manuel Boiso Lanza e o tenente Cesáreo L. Berisso. Berisso foi um dos primeiros graduados dessa escola e, em 22 de junho de 1913, realizou o primeiro voo solo de um uruguaio, voando de Los Cerrillos a Malvín em 1 hora e 45 minutos.  Ele então se tornou o primeiro diretor da escola de aviação militar e continuou sua carreira militar até chegar ao posto de General. Faleceu em 28 de julho de 1971, passando a homônimo da Base Aérea Gen. Cesáreo L. Berisso de Carrasco, sede da I Brigada Aérea. Boiso Lanza, porém, foi a primeira fatalidade da aviação militar uruguaia. Ele morreu em um acidente de avião em 10 de agosto de 1918, quando treinava na França, e mais tarde tornou-se o homônimo deBoné. Base Aérea Juan Manuel Boiso Lanza, onde está localizado o Comando Geral da Força Aérea Uruguaia em Montevidéu. Em sua homenagem, o dia 10 de agosto também foi celebrado como o dia dos mártires da aviação militar.
Junto com outros dois jovens oficiais do Exército, Adhemar Saenz Lacueva e Esteban Cristi, a escola que se formou foi a única instalação de aviação militar no Uruguai até 1935, e usou vários tipos de aeronaves européias em número bastante grande antes que as aeronaves americanas se tornassem as predominantes. Durante os anos vinte, e entre eles, foram dezesseis Avro 504 K, treze Breguet 14, cinco Castaibert 913-IV e vinte e oito Nieuport 27. Esses anos pioneiros viram muitas rotas aéreas abertas e um aumento geral na conscientização da aviação com potencial militar.

### Aeronáutica Militar
Em 1935 a Aeronáutica Militar (Aeronáutica Militar) foi estabelecida e transformou a aviação militar do Uruguai em uma arma mais profissional do Exército Nacional.  Novas unidades e bases aéreas foram criadas, e também novos e mais modernos tipos de aeronaves foram introduzidos em serviço. Entre as aeronaves utilizadas durante este período estavam de Havilland DH.82, Tiger Moth e IMAM Ro.37. Durante 1942, o Curtiss SNC-1 Falcon e o North American T-6 Texan iniciaram seus serviços no Uruguai, assim como o Beechcraft AT-11 Kansan e o Douglas C-47 Skytrain em 1947. 
Entre 1949 e 1950 foram adquiridos um total de 39 aeronaves, incluindo 25 F-51D-20-NA Mustang, 11 B-25J-25-NC Mitchell e 3 Douglas C-47A Skytrain. Com a ajuda dos Estados Unidos através do Programa de Assistência Militar (MAP), essas aeronaves permitiram que a aviação militar do Uruguai crescesse não só em tamanho, mas também em treinamento.

### Criação da Força Aérea Uruguaia
No 4 de dezembro de 1950, com a Lei nº 12.070, foi criada a Força Aérea Militar (Fuerza Aérea Militar) como ramo separado das Forças Armadas. Todos os elementos de infra-estrutura, material, aeronave, pessoal e bens pertencentes à Aeronáutica Militar foram transferidos para a nova Aeronáutica, conforme estabelecido no artigo primeiro da lei. O segundo artigo desta lei estabeleceu a criação da Inspeção Geral da Força Aérea (Inspección General de la Fuerza Aérea), que sob a autoridade imediata do Ministério da Defesa Nacional, passou a ser o comando direto da Força Aérea Militar. Em 1956 a Força Aérea Militar foi, pela primeira vez, denominada Força Aérea Uruguaia, podendo-se considerar que a partir de então passou a ser utilizada esta denominação. Um dos primeiros marcos da Força Aérea Uruguaia foi também em 1956, quando como resultado da capacidade do Exército e posteriormente da Força Aérea de sustentar um alto nível de treinamento de voo com suas aeronaves F-51D, voando mais de 4.000 horas em um ano e com a ajuda do Programa de Assistência Militar, o Grupo de Aviação N.° 2 (Caças) ( Grupo de Aviación N.° 2 (Caza) ) recebeu sua primeira aeronave a jato, quatro Lockheed T-33A no Aeroporto Internacional de Carrasco em 23 de outubro de 1956, dando início ao idade do jato no Uruguai. O treinamento de voo que os pilotos da Força Aérea dos Estados Unidos (USAF) deram nesses novos aviões a jato foi fundamental para a Força Aérea, e não apenas veteranos, mas novos pilotos do Grupo de Aviação nº 2 puderam fazer a transição de aeronaves de pistão voador a aeronaves a jato por conta própria, determinando que a Força Aérea estava pronta para receber seus primeiros caças a jato monoposto, Lockheed F-80C-10-LO Shooting Star. Essas aeronaves chegaram em 1958 e substituíram o North American F-51D-20-NA Mustang em sua missão.
Em 1959, por iniciativa do Brigadeiro Conrado A. Saez, então Inspetor Geral da Aeronáutica, foi fundado o Transporte Aéreo Militar Uruguaio (Transporte Aéreo Militar Uruguayo) para complementar a transportadora de bandeira Primeiras Linhas de Navegação Aérea Uruguaia (Primeras Líneas Uruguayas de Navegação Aérea) e prestam serviços de passageiros e cargas para diversas cidades do interior do país e também para o exterior. A TAMU começou a operar o Douglas C-47 Skytrain e mais tarde usaria Fokker F27 Friendship, Fairchild-Hiller FH-227D, Embraer C-95 Bandeirante e CASA C-212 Aviocar. O serviço do C-95 no Uruguai marcou a primeira exportação da Embraer em toda a sua história, quando um total de cinco dessas novas aeronaves foram compradas em 1975.

### A Força Aérea e a Ditadura Uruguaia
Desde o final dos anos 1960 e início dos anos 1970, a Aeronáutica esteve envolvida no combate à atividade guerrilheira que se fazia presente no país, focando-se contra o MLN-T (Movimiento de Liberación Nacional – Tupamaros ou Tupamaros – National Liberation Movimento), que mais tarde desencadeou uma participação na política do país.
Em 8 de fevereiro de 1973, o presidente Juan María Bordaberry tentou fazer valer sua autoridade sobre as Forças Armadas, devolvendo-as às suas funções normais e nomeando um general reformado do Exército, Antonio Francese, como novo Ministro da Defesa Nacional . Inicialmente, a Marinha do Uruguai apoiou a nomeação, mas os comandantes do Exército Nacional e da Força Aérea Uruguaia a rejeitaram liminarmente. Nos dias 9 e 10 de fevereiro, o Exército e a Aeronáutica emitiram editais exigindo sua exoneração e mudanças no sistema político e econômico do país. Bordaberry então cedeu à pressão, e no dia 12 de fevereiro, no Cap. Base Aérea Juan Manuel Boiso Lanza, Sede do Comando Geral da Aeronáutica, Conselho de Segurança Nacional (Consejo de Seguridad Nacional ) foi criado. O Comandante-em-Chefe da Aeronáutica era um de seus membros permanentes, e as Forças Armadas do Uruguai passaram a ter efetivamente o controle do país, com Bordaberry apenas participando de um autogolpe.
Nesse período, a Força Aérea assumiu o controle dos aeródromos do país, algumas aeronaves que foram apreendidas da subversão, nomeou alguns de seus oficiais generais para comandar a PLUNA, reforçou a frota de combate com Cessna A-37B-CE Dragonfly  e aeronaves de ataque FMA IA-58A Pucará em 1976 e 1981, modernizou a aeronave de transporte com a compra de cinco Embraer C-95 Bandeirante em 1975 e cinco CASA C-212 Aviocar e um Gates Learjet 35A em 1981, introduzidos ao serviço dois helicópteros Bell 212, e alcançou outro marco, com o primeiro pouso de uma aeronave uruguaia na Antártida, em 28 de janeiro de 1984, com um Fairchild-Hiller FH-227D.
Desde o fim do governo militar, a Aeronáutica voltou às suas funções normais, e sempre atuando sob o comando do Presidente e em acordo com o Ministro da Defesa Nacional, sem ter entrado novamente na política do país, cuja participação, além , foi proibida em quase todas as atividades das Forças Armadas.
Entre 1992 e 1999 foram adquiridos um total de 36 aeronaves, incluindo três Lockheed C-130B Hercules para realizar missões estratégicas de longo alcance, seis Pilatus PC-7U Turbo Trainers , também adquiridos em 1992 e para missões avançadas treinamento, substituindo a frota envelhecida de Beechcraft T-34 Mentors em Santa Bernardina, Durazno e que estavam em serviço com a Força Aérea desde 1977, dois Beechcraft Baron 58 e dez Cessna U-206H Stationair em 1998, com o Uruguai se tornando o primeiro operador da variante H do Cessna 206, usado para transporte, treinamento e vigilância, dois Eurocopter AS365N2 Dauphin para busca e salvamento e transporte, também em 1998, e 13 Aermacchi SF-260 em 1999, para substituir a frota envelhecida de aeronaves de treinamento T-34 e se tornar o novo instrutor básico da Força Aérea Uruguaia dentro da Escola Militar de Aeronáutica (Escuela Militar de Aeronáutica) em Pando, Canelones. Em 27 de abril de 1994, por meio do Decreto nº 177/994 do Poder Executivo, foi aprovada a nova Organização Aeronáutica, e os Regimentos Táticos e Grupos de Aviação desapareceram para se transformarem em Esquadrões Aéreos, dando origem à atual estruturação da Aeronáutica. Força.

## Estado Atual
Enquanto a frota de carga estratégica de longo alcance do Lockheed C-130B Hercules foi substituída por dois Lockheed KC-130H Hercules, que também se tornaram a primeira aeronave capaz de reabastecimento aéreo da Força Aérea Uruguaia em 2020, a partir da década de 1990, vários tentativas foram feitas para renovar a aeronave de combate sem sucesso, com o T-33A sendo retirado de serviço em 1996 e o Esquadrão Aéreo Nº 2 (Caças) sofrendo dois acidentes fatais em 31 de janeiro de 2004 e 12 de agosto de 2016, com aeronaves A-37B. A obsolescência das aeronaves com as quais a unidade está atualmente equipada deixou a Força Aérea Uruguaia descompassada com os avanços tecnológicos que a guerra aérea foi adquirindo através das experiências de conflitos durante o final do século 20 e durante o século 21, o que, no entanto, não impediu que o Esquadrão e a própria Aeronáutica participassem com sucesso de exercícios conjuntos entre diversas Forças Aéreas da região, como a CRUZEX no Brasil ou SALITRE no Chile.
Em maio de 2013, dezoito Sukhoi Su-30 MkI reformados foram oferecidos pela Federação Russa e pela Sukhoi em condições notavelmente favoráveis, que incluíam facilidades de crédito e uma agência de contrato para manutenção. Essas condições também foram oferecidas para o Yak-130 Mitten. Em dezembro de 2013, o pessoal uruguaio havia testado este avião na Rússia. De acordo com a Scramble, vários A-37B Dragonfly foram comprados da Força Aérea Equatoriana em janeiro de 2014. Além disso, os governos uruguaio e suíço discutiram um possível acordo para a compra de dez Northrop F-5 da Força Aérea Suíça. além de motores, peças sobressalentes e treinamento, mas nenhum progresso real foi feito.
A Força Aérea Uruguaia também costumava mostrar interesse no programa de modernização IA-58D Pucará Delta oferecido pela Fábrica Argentina de Aviones, mas mais recentemente, entre algumas das possíveis aeronaves que a Força Aérea estava considerando, havia o Hongdu JL -10 ou o Alenia Aermacchi M-346 Master, mas apesar da necessidade de sua renovação, nenhuma compra foi realizada.

## Aeródromos e bases aéreas
- SUDU - Te. 2º Mario W. Parallada, Santa Bernardina, Durazno;Brigada Aérea, Canelones.

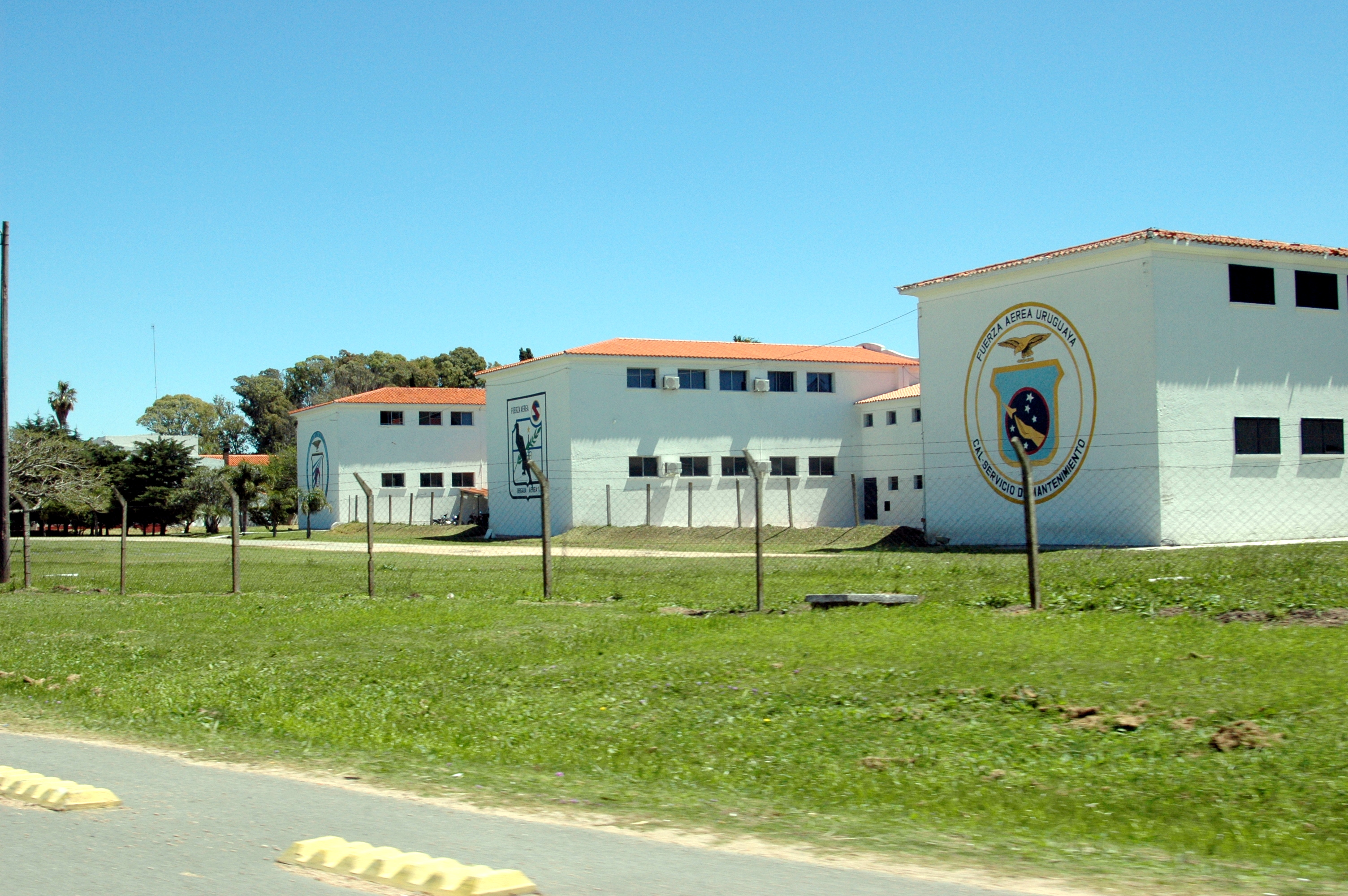
Brigada Aérea, Canelones.

- SUMU - Brigada Aérea I, Aeroporto Internacional de Carrasco "Gral. Cesáreo L. Berisso";
- SUBL - Cap. Juan Manuel Boiso Lanza;
- SUGA - Base Aérea Geral de Artigas;
- SUCL - La Calera;
- SUCR - La Carolina;
- SULP - La Paloma.

## Organização

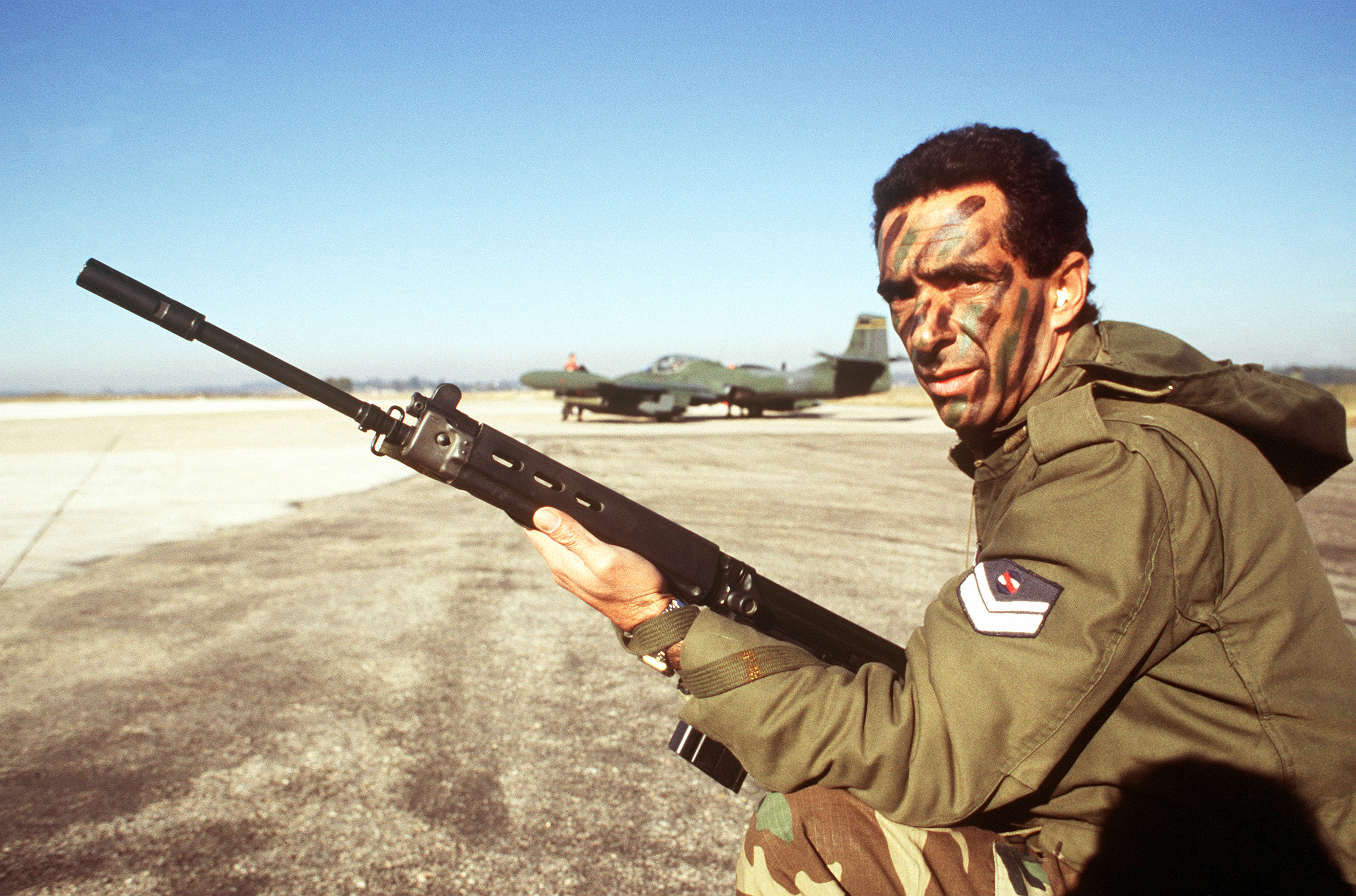
Um controlador aéreo tático uruguaio vigia um USAF OA-37 durante um exercício de treinamento

Atualmente a FAU é composta por cerca de 3.000 efetivos organizados em três brigadas e diversos grupos de apoio.
A Brigada Aérea I foi fundada como Aeronáutica Nº1 em 1º de abril de 1936. Originalmente era composta por oito biplanos Potez XXV. Hoje, a brigada conta com a Central de Atendimento e a Central de Resgate de Carrasco. Também inclui
Esquadra Nº3 (Transportes) e
Esquadrão Nº5 (Helicópteros)  A Brigada Aérea II inclui
Esquadrão Nº1 (Ataque),
Esquadrão Nº2 (Caças),
o Esquadrão Avançado de Voo, e
o Esquadrão de Ligação.  A Brigada Aérea III inclui

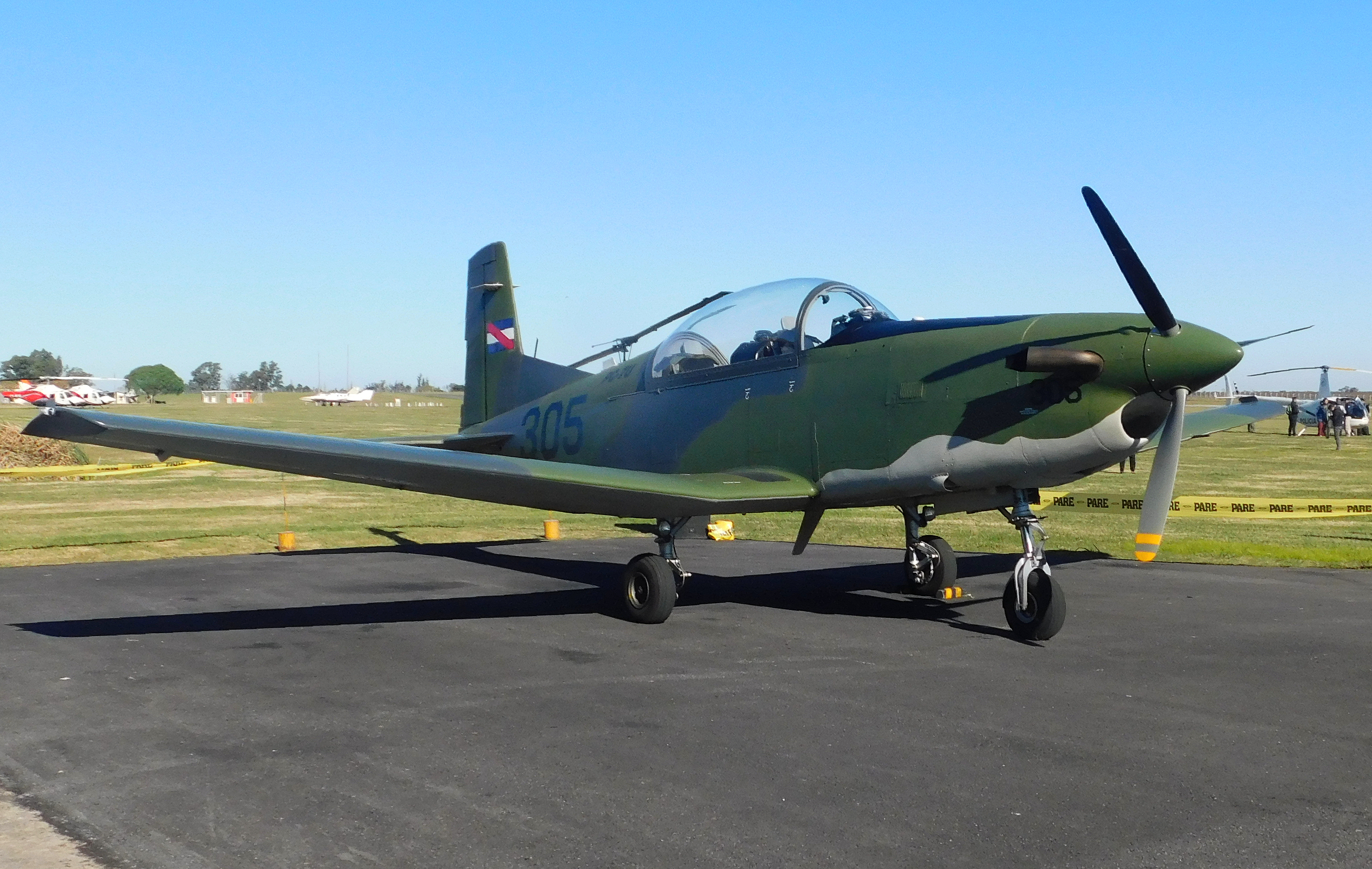
Pilatus PC-7U uruguaio

Esquadrão Nº7 (Observação e Ligação).  A Força Aérea Uruguaia também inclui divisões de Serviços para Logística, Comunicações e Informática, Informação, Infraestrutura, Manutenção, Meteorologia, Saúde, Sensores Aeroespaciais Remotos e Transporte. A FAU está envolvida em busca e salvamento, assistência em desastres e transporte para locais remotos dentro do país.  A Força Aérea Uruguaia conta atualmente com cinco bases. A Brigada Aérea I está baseada na Base Aérea Gen. Cesáreo L. Berisso no Aeroporto Internacional de Carrasco (SUMU) perto de Carrasco; A Brigada Aérea II está baseada na Base Aérea do 2º Ten Mario W. Parrallada no Aeroporto Internacional de Santa Bernardina (SUDU) em Durazno ; A Brigada Aérea III, o alto comando, e a Escola de Comando (Escuela de Comando y Estado Mayor Aéreo) estão sediadas na Base Aérea Capitán Boiso Lanza (SUBL) em Montevidéu; O Esquadrão Aéreo 7 está baseado no Aeroporto Ángel S. Adami (SUAA), também em Montevidéu; e o EMA é baseado em Gen.Base Aérea de Artigas (SUAG) em Pando.   A Escola Técnica de Aeronáutica (Escuela Técnica de Aeronáutica) está localizada em Toledo Sur no Departamento de Canelones.

## Aeronaves

### Inventário atual[38]
| Aeronave                    | Origem               | Tipo                  | Designação                      | Quantidade                                 |
| Aeronaves de Combate        | Aeronaves de Combate | Aeronaves de Combate  | Aeronaves de Combate            | Aeronaves de Combate                       |
| --------------------------- | -------------------- | --------------------- | ------------------------------- | ------------------------------------------ |
| Cessna A-37 Dragonfly       | Estados Unidos       | Ataque/Caça           | A-37B                           | 12 (originalmente 16)                      |
| A-29 Super Tucano           | Brasil               | Ataque                | A-29                            | 6 unidades adquiridas por US$ 100 milhões. |
| Transporte                  |                      |                       |                                 |                                            |
| Lockheed C-130 Hercules     | Estados Unidos       | Transporte/Utilitario | KC-130H                         | 2                                          |
| Embraer EMB-110 Bandeirante | Brasil               | Transporte/Utilitario | C-95                            | 3                                          |
| CASA C-212 Aviocar          | Espanha              | Transporte            | C-212-200 C-212-200MP C-212-300 | 1 2 2                                      |
| Embraer EMB-120 Brasília    | Brasil               | Transporte            | C-120                           | 1                                          |
| Cessna 206                  | Estados Unidos       | Transporte/Patrulha   | U-206H                          | 10                                         |
| Beechcraft Baron            | Estados Unidos       | Treino/Patrulha       | UB-58                           | 3                                          |
| Aermacchi SF.260            | Itália               | Transporte            | T-260EU                         | 12                                         |
| Pilatus PC-7                | Suíça                | Transporte            | AT-92                           | 5                                          |
| Helicopteros                |                      |                       |                                 |                                            |
| Eurocopter AS365 Dauphin    | França               | Transporte/Patrulha   | AS-365                          | 2                                          |
| Bell 212 Twin Huey          | Estados Unidos       | Transporte/Utilitario | B-212                           | 4                                          |
| Bell UH-1 Iroquois          | Estados Unidos       | Transporte/Utilitario | UH-1H                           | 6                                          |

## Estrutura de classificação
Os oficiais usam a insígnia de sua patente nas mangas; as insígnias são quase idênticas às usadas pela RAF e pelas forças aéreas das nações da Commonwealth.
| Código de classificação da OTAN equivalente | Classificação em espanhol | Classificação em inglês | Equivalente da Commonwealth  | Equivalente da Força Aérea dos EUA |
| ------------------------------------------- | ------------------------- | ----------------------- | ---------------------------- | ---------------------------------- |
| OF-8                                        | Teniente General          | tenente general         | Marechal do ar               | tenente general                    |
| OF-7                                        | General de brigada        | major-general           | Vice-Marechal da Aeronáutica | major-general                      |
| OF-5                                        | coronel                   | Coronel                 | Capitão do Grupo             | Coronel                            |
| OF-4                                        | Teniente Coronel          | tenente-coronel         | Comandante de voo            | tenente-coronel                    |
| OF-3                                        | prefeito                  | Maior                   | líder do esquadrão           | Maior                              |
| OF-2                                        | Capitão                   | Capitão                 | tenente de voo               | Capitão                            |
| OF-1                                        | Teniente Primero          | Primeiro-tenente        | oficial voador               | Primeiro-tenente                   |
| OF-1                                        | Teniente Segundo          | Segundo tenente         | Piloto oficial               | Segundo tenente                    |
| OF-D                                        | Alférez                   | Bandeira                | Piloto em exercício          | Segundo tenente                    |